# マイク・メイヤーズ
- マイク・メイヤーズ

マイケル・クリストファー・マイヤーズ（Michael Christopher Mayers, 英語発音: /ˈmaɪk ˈmaɪərz/; 1991年12月6日 - ）は、 アメリカ合衆国オハイオ州フランクリン郡グローブシティ出身のプロ野球選手（投手）。右投右打。MLBのトロント・ブルージェイズ傘下所属。

## 経歴

### プロ入りとカージナルス時代
2013年のMLBドラフト3巡目（全体93位）でセントルイス・カージナルスから指名され、プロ入り。契約後、傘下のルーキー級ガルフ・コーストリーグ・カージナルスでプロデビュー。A級ピオリア・チーフスでもプレーし、2球団合計で10試合（先発8試合）に登板して1勝3敗、防御率2.97、27奪三振を記録した。
2014年はA+級パームビーチ・カージナルス、AA級スプリングフィールド・カージナルス、AAA級メンフィス・レッドバーズでプレーし、3球団合計で26試合に先発登板して8勝12敗、防御率3.39、117奪三振を記録した。
2015年はルーキー級ガルフ・コーストリーグ・カージナルスとAA級スプリングフィールドでプレーしたが、胸郭出口症候群の手術で一時戦線離脱している。この年は2球団合計で12試合に先発登板して2勝4敗、防御率5.87、43奪三振を記録した。
2016年の開幕はAA級スプリングフィールドで迎えた。AAA級メンフィスを経て7月24日にメジャー契約を結び、アクティブ・ロースター入りした。同日のロサンゼルス・ドジャース戦にて先発でメジャーデビューも、1.1イニングを9失点の大量失点を喫し、敗戦投手となった。この年メジャーでは4試合（先発1試合）に登板して1勝1敗、防御率27.00、2奪三振を記録した。なお、マイナーでは2球団合計で25試合に先発登板して9勝10敗、防御率3.19、127奪三振を記録した。
2017年、メジャーでは3試合の登板に留まった。マイナーではAAA級メンフィスでプレーし、31試合（先発15試合）に登板して5勝6敗、防御率3.28、97奪三振を記録した。
2018年は初の開幕メジャーを経験したが、シーズン序盤は昇降格を繰り返していた。だが、6月8日以降は8月に一時故障者リスト入りした期間を除いてメジャーに帯同し、最終的に50試合に登板して2勝1敗1セーブ、防御率4.70、49奪三振を記録した。
2019年8月4日にDFAとなり、8月6日にマイナー契約でAAA級メンフィスへ配属された。9月1日にメジャー契約を結んでアクティブ・ロースター入りした。この年は16試合の登板で19.0イニングを投げ、0勝1敗、防御率6.63、16奪三振を記録した。

### エンゼルス時代
2019年11月1日にウェイバー公示を経てロサンゼルス・エンゼルスへ移籍した。
2020年は29試合に登板して2勝0敗2セーブ、防御率2.10、43奪三振を記録した。
2021年は序盤に安定した成績を残し一時はセットアッパーを任されていたが、中盤から不安定な投球が続き、セットアッパーの座をスティーブ・シシェックに奪われた。最終的に72試合に登板して5勝5敗2セーブ、防御率3.84、90奪三振を記録した。
2022年は序盤から不安定な投球が続き、防御率5.40と成績が振るわなかった上に、ジョー・アデルのマイナー降格により外野手を補充する必要が生じていたため、外野手のフアン・ラガーレスと入れ替わりで5月26日にDFAとなり、6月3日にマイナー契約で傘下のAAA級ソルトレイク・ビーズへ配属された。マイナーで先発に転向し、8月6日に再びメジャー契約を結んだ。9月27日に再びDFAとなり、10月2日にAAA級ソルトレイクに送られたが、10月6日にFAとなった。

### ロイヤルズ時代
2022年12月22日にカンザスシティ・ロイヤルズとマイナー契約を結んだ。
2023年はAAA級オマハ・ストームチェイサーズで開幕を迎え、5月17日にメジャー契約を結んでアクティブ・ロースター入りした。ロイヤルズでは6試合（先発2試合）に登板し、1勝2敗、防御率6.15という成績を残したが、6月18日にDFAとなり、6月21日にマイナー契約を結び直してAAA級オマハへ完全移籍した。

### ホワイトソックス傘下時代
2023年7月12日に金銭トレードでシカゴ・ホワイトソックスに移籍した。同年10月2日にFAとなった。

### ブルージェイズ傘下時代
2024年3月19日にトロント・ブルージェイズとマイナー契約を結び、スプリングトレーニングには招待選手として参加することになった。

## 選手としての特徴
| 球種         | 割合 | 平均球速 | 平均球速 | 最高球速 | 最高球速 |
| 球種         | %    | mph      | km/h     | mph      | km/h     |
| フォーシーム | 38   | 94.5     | 152.1    | 97.4     | 156.8    |
| スライダー   | 31.6 | 85.1     | 137      | 89.4     | 143.9    |
| カッター     | 30.3 | 91.2     | 146.8    | 94.8     | 152.6    |
| カーブ       | 0.1  | 76.7     | 123.4    | 76.7     | 123.4    |

フォーシームとスライダー、カッターをバランス良く投げ分ける。フォーシームは、平均でも150km/hを超え、最速は2018年に計測した99.8mph（約160.6km/h）。

## 詳細情報

### 年度別投手成績
| 年 度    | 球 団    | 登 板 | 先 発 | 完 投 | 完 封 | 無 四 球 | 勝 利 | 敗 戦 | セ 丨 ブ | ホ 丨 ル ド | 勝 率 | 打 者 | 投 球 回 | 被 安 打 | 被 本 塁 打 | 与 四 球 | 敬 遠 | 与 死 球 | 奪 三 振 | 暴 投 | ボ 丨 ク | 失 点 | 自 責 点 | 防 御 率 | W H I P |
| -------- | -------- | ----- | ----- | ----- | ----- | -------- | ----- | ----- | -------- | ----------- | ----- | ----- | -------- | -------- | ----------- | -------- | ----- | -------- | -------- | ----- | -------- | ----- | -------- | -------- | ------- |
| 2016     | STL      | 4     | 1     | 0     | 0     | 0        | 1     | 1     | 0        | 0           | .500  | 35    | 5.1      | 16       | 3           | 3        | 0     | 1        | 2        | 0     | 0        | 16    | 16       | 27.00    | 3.56    |
| 2017     | STL      | 3     | 0     | 0     | 0     | 0        | 0     | 0     | 0        | 0           | ----  | 25    | 4.2      | 8        | 2           | 4        | 1     | 0        | 3        | 0     | 0        | 8     | 6        | 11.57    | 2.57    |
| 2018     | STL      | 50    | 0     | 0     | 0     | 0        | 2     | 1     | 1        | 6           | .667  | 226   | 51.2     | 59       | 7           | 15       | 1     | 1        | 49       | 4     | 0        | 28    | 27       | 4.70     | 1.43    |
| 2019     | STL      | 16    | 0     | 0     | 0     | 0        | 0     | 1     | 0        | 1           | .000  | 88    | 19.0     | 21       | 3           | 11       | 2     | 1        | 16       | 1     | 0        | 14    | 14       | 6.63     | 1.68    |
| 2020     | LAA      | 29    | 0     | 0     | 0     | 0        | 2     | 0     | 2        | 5           | 1.000 | 121   | 30.0     | 18       | 2           | 9        | 0     | 1        | 43       | 0     | 0        | 10    | 7        | 2.10     | 0.90    |
| 2021     | LAA      | 72    | 2     | 0     | 0     | 0        | 5     | 5     | 2        | 18          | .500  | 315   | 75.0     | 71       | 11          | 26       | 0     | 3        | 90       | 0     | 0        | 32    | 32       | 3.84     | 1.29    |
| 2022     | LAA      | 24    | 3     | 0     | 0     | 0        | 1     | 1     | 0        | 1           | .500  | 223   | 50.2     | 52       | 15          | 18       | 0     | 2        | 45       | 3     | 0        | 35    | 32       | 5.68     | 1.38    |
| 2023     | KC       | 6     | 2     | 0     | 0     | 0        | 1     | 2     | 0        | 0           | .333  | 119   | 26.1     | 34       | 4           | 10       | 0     | 0        | 17       | 2     | 0        | 19    | 18       | 6.15     | 1.67    |
| MLB：8年 | MLB：8年 | 204   | 8     | 0     | 0     | 0        | 12    | 11    | 5        | 31          | .522  | 1152  | 262.2    | 279      | 47          | 96       | 4     | 9        | 265      | 10    | 0        | 162   | 152      | 5.21     | 1.43    |

- 2023年度シーズン終了時

### 年度別守備成績
| 年 度 | 球 団 | 投手（P） | 投手（P） | 投手（P） | 投手（P） | 投手（P） | 投手（P） |
| 年 度 | 球 団 | 試 合     | 刺 殺     | 補 殺     | 失 策     | 併 殺     | 守 備 率  |
| ----- | ----- | --------- | --------- | --------- | --------- | --------- | --------- |
| 2016  | STL   | 4         | 0         | 0         | 0         | 0         | ----      |
| 2017  | STL   | 3         | 1         | 0         | 0         | 0         | 1.000     |
| 2018  | STL   | 50        | 6         | 8         | 0         | 0         | 1.000     |
| 2019  | STL   | 16        | 0         | 0         | 0         | 0         | ----      |
| 2020  | LAA   | 29        | 1         | 2         | 1         | 0         | .750      |
| 2021  | LAA   | 72        | 3         | 4         | 0         | 0         | 1.000     |
| 2022  | LAA   | 24        | 0         | 3         | 0         | 0         | 1.000     |
| 2023  | KC    | 6         | 0         | 0         | 0         | 0         | ----      |
| MLB   | MLB   | 204       | 11        | 17        | 1         | 0         | .966      |

- 2023年度シーズン終了時

### 表彰
- リリーバー・オブ・ザ・マンス：1回（2020年9月）

### 背番号
- 59（2016年 - 2019年）
- 60（2020年）
- 21（2021年 - 2023年）